# Pro Krasnuju Sjapotjku
Pro Krasnuju Sjapotjku (Om rödluvan) är en musikal-tv-film i två delar regisserad av Leonid Netjajev efter ett manus av Inna Vetkina. Filmen är en fortsättning på den gamla sagan om Rödluvan av Charles Perrault. Filmen hade premiär på Sovjetunionens statstelevision den 31 december 1977.

## Handling
Rödluvan, som tidigare blivit lurad av en varg men räddad av en jägare, går tillbaka för att besöka sin sjuka mormor. Hon vet inte att mormors sjukdom orsakats av en gammal hon-varg som vill hämnas sin släkting. Två av vargens söner följer efter flickan och försöker vinna hennes förtroende och locka henne i en fälla. Den ene är lydig mot sin mor, den andre är en god, svag skurk som mot sin vilja deltar i detta företag.

## Rollista
- Jana Poplavskaja – Rödluvan (sång – Olga Rozjdestvenskaja)
- Rina Zeljonaja – Rödluvans mormor
- Jevgenij Jevstignejev – astrolog, Rödluvans farfar
- Vladimir Basov – smal varg, den dödade grå vargens vän
- Nikolaj Trofimov – fet varg, den dödade grå vargens bror
- Galina Voltjek – mor Varg, den dödade grå vargens mot
- Rolan Bykov – feg jägare
- Stefanija Stanjuta – den ena elaka gumman
- Maria Barabanova – den andra elaka gumman
- Maria Vinogradova – den tredje elaka gumman
- Igor Sorokin – en herdepojke, de elaka gummornas sonson
- Jurij Belov – farfar
- Inna Stepanova – ett nyckfullt barn
- Alexandra Dorochina – barnets mor
- Georgij Georgiu – barnets far
- Dima Iosifov – vargunge, den dödade grå vargens son

## Produktion
Enligt en version rekommenderades vice ordföranden för Sovjetunionens statstelevision Stella Ivanovna Zjdanova att göra en film om Rödluvan, som visade tycke för Netjajev på grund av hans tidigare film Pinocchios äventyr blev så bra mottagen. Enligt en annan version ringde chefen för den kreativa föreningen Ekran Boris Khessin Netjajev när han och hans manusförfattare Inna Vetkina visade Pinocchios äventyr på nyårsafton och frågade vad de skulle presentera nästa nyår. Netjajev sa då hastigt: Rödluvan. Inna Vetkina ryckte i hans jackärm och sa: "Är du galen, det finns två sidor med text – det finns inget att filma!" Men Netjajev blev så exalterad av denna idé att han bestämde sig för att inte dra sig tillbaka. Vetkina och Netjajev arbetade sedan på manuset nästan utan vila i två veckor.
Manuset skrevs specifikt för Tanja Protsenko, som tidigare spelade Malvina i Pinocchios äventyr och blev en favorit bland publiken. Men kort före inspelningarna lades Protsenko in på sjukhus och förbjöds att skådespelare. Som ett resultat godkände regissören istället Jana Poplavskaja för rollen som Rödluvan.

## Kritik
Filmkritikern Alexander Fedorov noterade "den underbara skådespelarensemblen, det roliga manuset, det musikaliska elementets sammansättning, karaktärernas gnistrande repliker, den visuella gestaltningen som är imponerande i sitt färgschema".